# Shimodaia pterygiota
Shimodaia pterygiota är en armfotingsart som beskrevs av MacKinnon et al. 1997. Shimodaia pterygiota ingår i släktet Shimodaia och familjen Frenulinidae. Inga underarter finns listade i Catalogue of Life.